# حق رأی

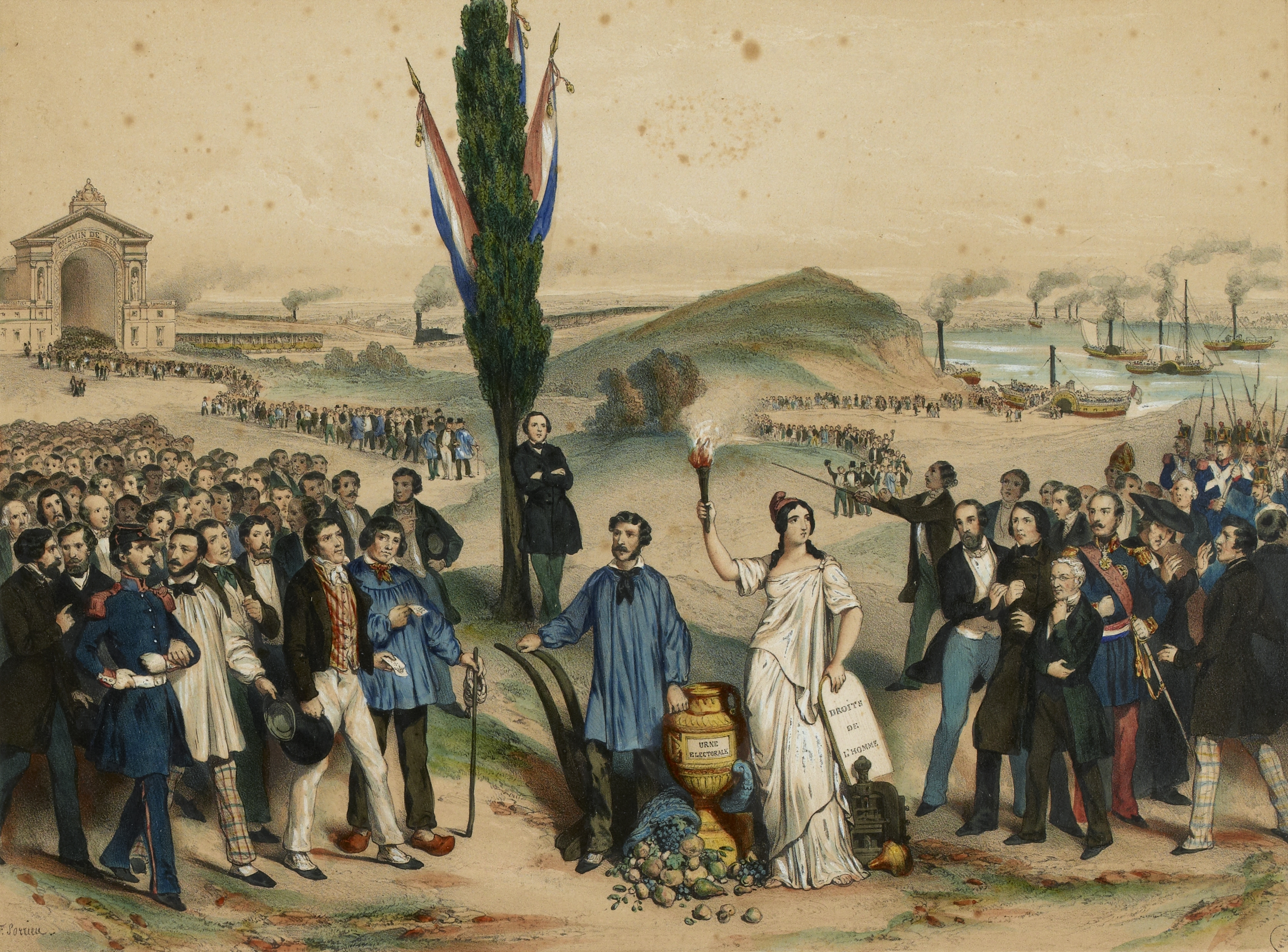
حق رای جهانیِ لدرو رولین

حق رأی یا حقِ رأی دادنِ سیاسی یا حقِ رأی دادن، یعنی حقی که هر فرد برای رأی دادن دارد و این حق از راهِ یک فرایندِ دموکراتیک به‌دست آمده‌است. حقِ نامزد شدن (کاندیدا شدن) که گاهی صلاحیتِ کاندیدا نیز نامیده می‌شود در ترکیب با حقِ رأی دادن، حقِ رایِ کامل نامیده می‌شود.
در جاهایی که حقِ رایِ جهانی پاس داشته می‌شود، این حقِ رای به‌وسیلهٔ نژاد، جنسیت، عقیده، دارایی یا موقعیت اجتماعیِ افراد محدود نمی‌شود.

## کتابشناسی
- Neill Atkinson, Adventures in Democracy: A History of the Vote in New Zealand (Dunedin: University of Otago Press, 2003).
- Alexander Keyssar, The Right to Vote: The Contested History of Democracy in the United States (New York: Basic Books, 2000). ISBN 0-465-02968-X
- U.S. Commission on Civil Rights: Reports on Voting (2005) ISBN 978-0-8377-3103-2
- "Smallest State in the World," New York Times, June 19, 1896, p 6
- A History of the Vote in Canada[پیوند مرده], Chief Electoral Officer of Canada, 2007.